# Група Пірамід-близнюків

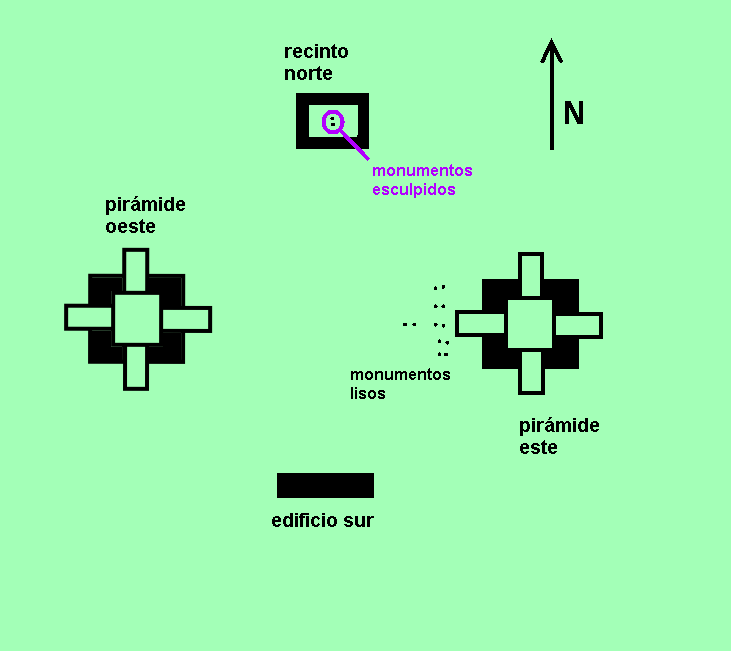
Мапа Групи Пірамід-близнюків

Група або комплекс Пірамід-близнюків — тип маянської архітектури громадського призначення. Отримав широке поширення в містах пізньокласичного періоду в області Петен, насамперед Тікалі, Сакпетені, Яшху, Мішко-В'єхо та Ішлу (післякласичного періоду).

## Характеристика
Архітектурним каноном ансамблю вважа.nmcz комплекси, знайдені на території Тікаля. Всього на пам'ятнику виявлено дев'ять таких ансамблів — це групи 5B-1 (група L), 5C-1 (група N), 3D-1 (група М), 3D-2 (група Р), 4D-1 (група О), 4D-2, 4E-3 (група R), 4E-4 (група Q), 5E-Sub.1. Усі вони утворюють єдину архітектурну модель, в основі якої знаходяться дві однакові за розміром «радіальні» піраміди, розташовані одна навпроти одної по лінії захід-схід.

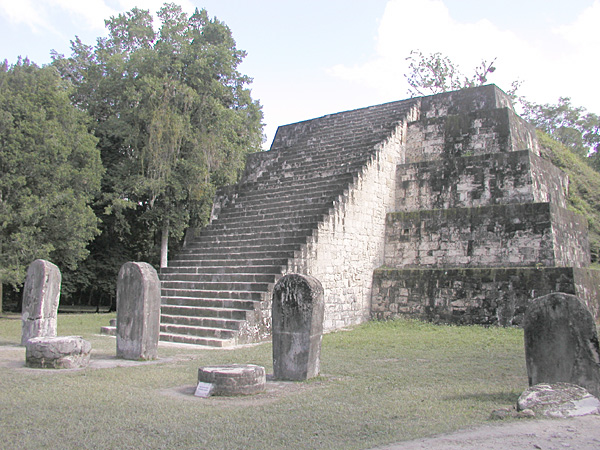
Група Пірамід-близнюків в Тікалі

У давнину храми на вершинах пірамід були відсутні в принципі або представляли собою легкі споруди з глини та очерету. Біля західної основи східної піраміди зазвичай встановлювалося декілька гладеньких стел й вівтарів. З південного боку група замикалася довгоюм будівлею (в Яшха з 9 дверима), в той час як з півночі до площі долучається будівля, яку визначили як «відгороджене місце». Це будівля з 4 кам'яними стінами і входом з південної сторони, що не має кам'яних перекриттів. У центрі цього незвичайного приміщення знаходиться скульптурна пара стела-вівтар.
З дев'яти пар монументів на п'яти були викарбувані календарні дати за довгим рахунком. Вони знаменували закінчення двадцятирічних циклів: winaakhaabo'ob («двадцятиріччя») — в 692, 711, 751, 771 і 790 роки. На думку керівника експедиції Пенсільванського університету М. Шука, комплекси пірамід-близцюків були маркерами двадцятиріччя, освячення яких було приурочено до цих дат. Він же зазначив, що для класичних мая нехарактерна установка кам'яних монументів, особливо різьблених, всередині приміщень, що підкреслює архітектурну унікальність ансамблю.
Група Пірамід-близнюків в групі А міста Яшха на відміну від Тікаля, ієрогліфічний монумент (стела 13) було виявлено біля східного основи західної піраміди. Місцеві археологи припустили, що монумент міг бути присвячений ритуалу, пов'язаному з відзначенням дня осіннього рівнодення 793 року. Висунуто гіпотезу, згідно з якою комплекс пірамід-близнюків в архітектурному і символічному сенсі міг прийти на зміну комплексу Е-групи. Однак С. Мартін і Н. Грюбер, провівши епіграфічний аналіз корпусу написів з Яшха, показали, що декілька фрагментів тексту, раніше віднесених до стели 3, на ділі є частиною написи на стелі 13. Текст розповідає про 3 ритуали, які були проведені місцевим ахавом 16 жовтня 789 року, 25 вересня 793 року та 4 вересня 797 року на честь завершення чотирирічних циклів і не мали відношення до культової активності, пов'язаної з рівноденням. Тому встановлення стели 13 не було приурочено до зведення власне комплексу.
Питання про існування пірамід-близнбків в Сакпетені є об'єктом наукової дискусії. Через відсутність чіткого плану археологічного пам'ятника, всі припущення засновані на письмових свідченнях археолога П. Райс. За її словами, один з таких комплексів міг бути складовою частиною групи А, яка згодом була перебудована. На це вказує існування східного «близнюка» (при відсутності західного), північної і південної будівель ансамблю, а також наявність гладеньких стел і різьбленої скульптурної пари стела-вівтар. На думку інших дослідників Група B Сакпетена має значно більше схожості з комплексами Тікаля. Зокрема тут представлені обидві «радіальні» піраміди, південна і північна будівлі, а також 1 гладенька стела, встановлена біля основи східної піраміди, і одна ієрогліфічна, знайдена неподалік. При цьому східна і західна піраміди, висота яких не перевищує 4 м, істотно різняються за розміром, південна і північна споруди розташовані асиметрично. Обидві групи були споруджені в пізньокласичний період або під час колапсу класичних мая.
Піраміди-близнюки в Мішко-В'єхо (Будова В3а-В3в) зведені на єдиній базальтовій платформі, має 6.17 м заввишки. Кожна з пірамід має 5 рівнів, фасадом виходить на площу групи. До входу ведуть широкі сходи з балюстрадами, сходи мають 19 сходинок. В основі сходів виявлено невеличкі вівтарі. За своїм стилем схожа на тольтекські піраміди.

## Значення
Вважається, що ця група відігравала роль важливих ритуальних комплексів, пов'язаних з церемоніями календарного характеру, в першу чергу, закінчення двадцятиріччя. Розрахунки, зроблені археологом Т. Іномата, показали, що внутрішні площі двох найбільших комплексів пірамід-близнюків в Тікалі — груп Q і R — були здатні вмістити до 25 тис. осіб, тобто більш 1/3 населення Тікаля.
Водночас все ще остаточно не з'ясовано, яке відношення мають ці комплекси до церемоній і уявлень, пов'язаних з іншими календарним, насамперед сонячним.
Припускають, що володарі Тікаля зводили новий комплекс кожні 20 років, закидаючи і навіть частково демонтуючи при необхідності попередній. Невеликі міста, котрі володіли меншими ресурсами і змушені вести себе скромніше повинні були використовувати комплекс багаторазово, а пов'язана з ним культова активність повинна була бути більш різноманітною.